# Нупедия
„Нупедия“ (Nupedia) е англоезична уеб-базирана енциклопедия просъществувала от март 2000 до септември 2003 и позната най-вече като предшественик на свободната уики енциклопедия „Уикипедия“. Статиите в „Нупедия“ са писани и рецензирани от експерти и са лицензирани като свободно съдържание. „Нупедия“ е основана от Джими Уейлс, спонсорирана от „Бомис“ и с Лари Сангър като главен редактор. Преди да преустанови съществуването си, „Нупедия“ включва 25 завършени статии.